# Liste der Einträge im National Register of Historic Places im Davis County (Iowa)

Lage des Davis County in Iowa

Die Liste der Einträge im National Register of Historic Places im Davis County in Iowa führt die Bauwerke und historischen Stätten im Davis County auf, die in das National Register of Historic Places aufgenommen wurden.

## Legende
| NRHP | Historic Place             |
| HD   | Historic District          |
| NHL  | National Historic Landmark |

## Aktuelle Einträge
| [ 2 ] | Name                                       | Bild                               | Eintragsdatum        | Lage                                                                                                | Ort                        | Beschreibung                                                                                    |
| ----- | ------------------------------------------ | ---------------------------------- | -------------------- | --------------------------------------------------------------------------------------------------- | -------------------------- | ----------------------------------------------------------------------------------------------- |
| 0     | Bloomfield Square                          | Bloomfield Square                  | 1976 ID-Nr. 76000756 | Madison Street, Jefferson Street, Franklin Street und Washington Street 40° 45′ 5″ N, 92° 24′ 52″ W | Bloomfield                 | 1850 bis 1890 bebautes Gebiet mit 51 Gebäuden im viktorianischen Stil                           |
| 2     | Davis County Courthouse                    | Davis County Courthouse            | 1974 ID-Nr. 74000779 | Bloomfield Town Square 40° 45′ 10″ N, 92° 25′ 1″ W                                                  | Bloomfield                 | 1877 errichtetes Justiz- und Verwaltungsgebäude des Davis County                                |
| 3     | William Findley House                      | William Findley House              | 1978 ID-Nr. 78001213 | 302 East Franklin Street 40° 45′ 1″ N, 92° 24′ 43″ W                                                | Bloomfield                 | 1860 errichtetes Wohnhaus; heute Davis County Historical Society Museum                         |
| 4     | "Lockkeeper’s" House                       |                                    | 2009 ID-Nr. 09000826 | Whitefish Trail 40° 53′ 34,9″ N, 92° 12′ 25,6″ W                                                    | Salt Creek Township        | Früheres Schleusenwärterhaus                                                                    |
| 5     | Stringtown House                           |                                    | 1974 ID-Nr. 74000780 | Abseits des US 63 40° 45′ 33,5″ N, 92° 24′ 10,7″ W                                                  | nordöstlich von Bloomfield | 1832 errichtetes früheres Hotel; heute Wohnhaus                                                 |
| 6     | Trimble-Parker Historic Farmstead District |                                    | 2003 ID-Nr. 03000125 | 23981 240th Street 40° 43′ 1″ N, 92° 22′ 12″ W                                                      | südöstlich von Bloomfield  | 1901 errichtete Farm mit Gebäuden im Craftsman-Stil                                             |
| 7     | Troy Academy                               | Troy Academy                       | 1976 ID-Nr. 76000758 | 215th Street 40° 44′ 47″ N, 92° 12′ 3″ W                                                            | Troy                       | 1853 errichtetes Schulgebäude                                                                   |
| 8     | James B. Weaver House                      | James B. Weaver House              | 1975 ID-Nr. 75000680 | Weaver Park Road (US 63) 40° 45′ 18″ N, 92° 24′ 44″ W                                               | Bloomfield                 | 1865 errichtetes Wohnhaus von James B. Weaver, Präsidentschaftskandidat von 1882; seit 2006 NHL |
| 9     | West Grove United Methodist Church         | West Grove United Methodist Church | 2004 ID-Nr. 04000514 | 21944 Echo Avenue 40° 43′ 32″ N, 92° 33′ 23″ W                                                      | West Grove                 | 1904 errichtete Methodistenkirche                                                               |
| 10    | Asa Wilson House                           | Asa Wilson House                   | 1982 ID-Nr. 82000404 | 207 South Washington Street 40° 45′ 0″ N, 92° 24′ 46″ W                                             | Bloomfield                 | 1884 im Italianate-Stil errichtetes Wohnhaus                                                    |
| 11    | Henry Wishard House                        | Henry Wishard House                | 2004 ID-Nr. 04001350 | 406 West Jefferson Street 40° 45′ 5″ N, 92° 25′ 11″ W                                               | Bloomfield                 | 1910 im Queen-Anne-Stil errichtetes Wohnhaus                                                    |

## Frühere Einträge
| [ 2 ] | Name                  | Bild                  | Eintragsdatum        | Lage                                               | Ort                        | Beschreibung                     |
| ----- | --------------------- | --------------------- | -------------------- | -------------------------------------------------- | -------------------------- | -------------------------------- |
| 1     | Clay Avenue Bridge    |                       | 1998 ID-Nr. 98000795 | Brücke der Clay Avenue über einen kleinen Feldbach | Umgebung von Drakesville   | 2002 aus dem Register gestrichen |
| 2     | Russell Octagon House | Russell Octagon House | 1976 ID-Nr. 76000757 | Abseits des US 63                                  | südwestlich von Bloomfield | 1998 aus dem Register gestrichen |
| 3     | Tarrence Round Barn   |                       | 1986 ID-Nr. 86001424 | Abseits des IA 2                                   | südöstlich von Bloomfield  | 1998 aus dem Register gestrichen |